# لوت كريت
لوت كريت (بالإنجليزية: Loot Crate) هي شركة أمريكية تقدم خدمة اشتراك شهري في صناديق تحتوي على منتجات متعلقة بثقافة البوب، مثل عناصر مقتنيات الأفلام، وألعاب الفيديو، والأنمي، والكتب المصورة، وغير ذلك من الوسائط الترفيهية. تأسست الشركة في عام 2012 على يد كريس ديفيس وماثيو أريستراندي، ويقع مقرها في لوس أنجلوس، كاليفورنيا.

## نظرة عامة
تقوم لوت كريت بتقديم صناديق اشتراك شهرية تحتوي على مجموعة متنوعة من المنتجات ذات الطابع الخاص، وغالبًا ما تكون هذه المنتجات حصرية أو محدودة الإصدار، وتشمل قمصان، تماثيل، ملصقات، أدوات مكتبية، ومجسمات قابلة للتجميع. تحتوي كل صندوقة على محتوى يدور حول موضوع معين يُعلَن عنه مسبقًا كل شهر.
وقد وسّعت الشركة خدماتها لاحقًا لتشمل صناديق مخصصة لشخصيات أو عوالم خيالية معينة مثل مارفل، دي سي، هاري بوتر، ستار وورز، هالو، وريك ومورتي.

## التاريخ
أُطلقت لوت كريت في يونيو 2012، وسرعان ما أصبحت واحدة من أبرز الشركات في مجال الاشتراكات الصندوقية بفضل تركيزها على ثقافة الـNerd وGeek. وبحلول عام 2014، صنفت مجلة Inc. الشركة ضمن الأسرع نموًا في الولايات المتحدة، حيث بلغت إيراداتها 18.5 مليون دولار في عام 2014، وارتفعت إلى 100 مليون دولار في 2016.
لكن في عام 2019، أعلنت لوت كريت إفلاسها بموجب الفصل 11 من قانون الإفلاس الأمريكي، بعد سلسلة من المشاكل المالية، وسُرّح حوالي 50 موظفًا، وأفادت تقارير بأن الشركة لم تتمكن من تسليم عدد من الصناديق للمشتركين.
تم لاحقًا الاستحواذ على أصول الشركة من قبل شركة الاستثمارات The Loot Company، والتي واصلت تشغيل العلامة التجارية تحت نفس الاسم.

## المنتجات والخدمات
- Loot Crate Classic – الصندوق الأساسي الذي يحتوي على منتجات عامة لثقافة البوب.[7]
- Loot Anime – مخصص لعشاق الأنمي.
- Loot Gaming – يركز على ألعاب الفيديو.
- Loot Fright – مخصص لعشاق أفلام الرعب.
- Limited Edition Crates – صناديق محدودة الإصدار لأحداث أو علامات تجارية معينة.
- Loot Wear – اشتراك خاص بالملابس والإكسسوارات المستوحاة من الثقافة الجماهيرية.

## ردود الفعل
حظيت لوت كريت في بدايتها باستحسان كبير من محبي ثقافة البوب ومجتمعات الألعاب والأنمي، حيث قدمت وسيلة ممتعة ومنخفضة التكلفة للحصول على منتجات حصرية. لكنها تعرضت أيضًا لانتقادات بسبب مشاكل التأخير في التسليم، وتراجع جودة بعض المنتجات، وخاصة في السنوات التي سبقت إعلان الإفلاس.